# The Last Days
The Last Days is een met een Oscar beloonde Duits-Amerikaans-Hongaarse documentaire uit 1998 van regisseur James Moll.

## Inhoud
In The Last Days doen vijf Joodse Holocaustoverlevenden uit Hongarije hun verhaal over hun ervaringen in de tijd dat de nazi's de Hongaarse Joden uitroeiden. Zij verbleven maanden in concentratiekampen. Een van de geïnterviewden was de Amerikaanse Afgevaardigde Tom Lantos. Als experts komen historicus Randolph Braham, oud-Sonderkommando Dario Gabbai, de op Auschwitz-gevangenen experimenterende dokter Hans Münch en verschillende Amerikaanse militairen die meewerkten aan de bevrijding aan het woord.
De volledige versie van The Last Days duurt 87 minuten.
De documentaire werd geproduceerd door June Beallor en Kenneth Lipper. Steven Spielberg was als uitvoerend producent verbonden aan het project. De rolprent ging in première op 23 oktober 1998 in Los Angeles.

## Prijzen
- Academy Award voor Beste Documentaire

## Dvd
The Last Days kwam op 30 november 1999 in de Verenigde Staten op dvd uit.